# Sui generis (Zeitschrift)
sui generis ist eine juristische Open-Access-Fachzeitschrift in der Schweiz.
Die Zeitschrift wurde 2014 von Daniel Hürlimann, Assistenzprofessor an der Universität St. Gallen, gegründet. Er verfolgte damit die Absicht, den «open access»-Gedanken in der Schweizer Rechtswissenschaft zu etablieren.
sui generis publiziert wissenschaftliche Beiträge aus allen Rechtsgebieten und erscheint ausschliesslich im Internet. Die Beiträge unterstehen der «Namensnennung – Weitergabe unter gleichen Bedingungen 4.0»-Lizenz von Creative Commons.
Die Zeitschrift verfügt über ein Redaktionsteam und ein Peer-Review-Board aus Schweizer Juristinnen und Juristen aus Universitäten, Gerichten und der Anwaltspraxis. Finanziell unterstützt wird sie durch die Universitätsbibliotheken Zürich, Bern, Luzern und Basel.